# 哑舍
《哑舍》是玄色创作的小说作品，于2010年8月（第11期）始，登载于《小说绘》，2011年4月出版单行本实体图书，已出版6册，单册销量在200万册以上，累计销量突破1000万 。

## 作品简介
这是一本讲述古董故事的书，围绕一间名为“哑舍”的古董店展开，将一件件默然千年的古董赋予灵魂，讲述古物背后的历史，描绘历史背后的人生。也讲述一位活了两千多年的老板，在历史长河中寻找自己当年追随的太子殿下的故事。

## 作者简介
玄色，辽宁文学院客座教授，中国近几年销量高的畅销书作家。
2007年开始写作，连续五年登上亚洲文化盛会——中国作家富豪榜。获得了“最佳玄幻小说奖”、“年度新锐作家”、“年度畅销作家”等年度金奖。她是2016年新浪V影响力峰会“十大影响力文化大V”之一，华语原创小说评选“最受欢迎作者”。 她出版的一系列作品，都是青春幻想类型文学的佼佼者，屡创销量记录。
2017年，玄色作为中方作家代表受邀出席中加作家交流会。